# Estação Jimokuji

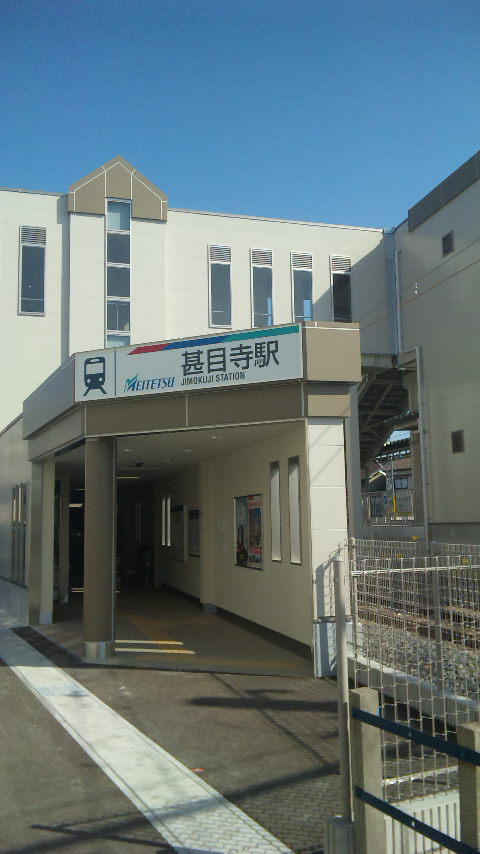
Entrada norte da estação Jimokuji

A Estação Jimokuji (甚目寺駅, Jimokuji-eki) é uma estação férrea japonesa localizada em Ama, província de Aichi. É operada pela Meitetsu.

## Linhas
- Meitetsu
  - Linha Tsushima

## Plataformas
1     ■   Linha Tsushima   Para Tsushima, Saya e Yatomi
2     ■   Linha Tsushima   Para Sukaguchi,Meitetsu-Nagoya, Higashi-Okazaki e Ōtagawa